# سید صادق (شهر)
سید صادق یک منطقهٔ مسکونی در عراق است که در استان سلیمانیه واقع شده‌است. سید صادق ۶۱٬۶۰۰ نفر جمعیت دارد.